# Rouroundé
Rouroundé est une localité du Cameroun située au sud du lac Tchad dans le département du Logone-et-Chari et la Région de l'Extrême-Nord. Elle fait partie de la commune de Fotokol.

## Population
Le recensement de 2005 distingue  deux villages, Rouroundé I (33 h.) et Rouroundé II (131 h.).